# Ыджыдвож (приток Симдина)
Ыджыдвож (Дым) — река в России, протекает по территории Удорского района Республики Коми. Длина — 14 км. Устье реки находится в 11 км по правому берегу реки Симдин.

## Данные водного реестра
По данным государственного водного реестра России, Дым относится к Двинско-Печорскому бассейновому округу. Водохозяйственный участок реки — Мезень от истока до водомерного поста у деревни Малонисогорская. Речного подбассейна Дым не имеет, его речной бассейн — Мезень.
Код объекта в государственном водном реестре — 03030000112103000046484.